# Thomas Landsberg
Thomas Landsberg (* 17. Mai 1945 in Göttingen; † 29. Dezember 2010 in Freiburg im Breisgau) war ein deutscher Kommunalpolitiker. 

## Leben
Nach dem Abitur in Itzehoe studierte Landsberg Jura in Göttingen und Freiburg. Dem Studium folgten Dezernententätigkeiten in den Landratsämtern der Landkreise Lörrach und Emmendingen. Von 1975 bis 1989 und 1999 bis 2004 gehörte er der SPD-Fraktion des Freiburger Gemeinderats an. Neun Jahre war er deren Fraktionsvorsitzender. Von 1990 bis 1998 war er Bürgermeister für Schule, Kultur und Sport der Stadt Freiburg im Breisgau.
Als Kommunalpolitiker trat er vor allem für eine bunte und vielfältige Kulturpolitik in der Stadt ein. Er war Mitbegründer des Kommunalen Kinos, Mitinitiator der Etablierung des Kinder- und Jugendtheaters im Marienbad und treibende Kraft beim Ausbau des ehemaligen Elektrizitätswerks zu einer Institution für alternative Kultur mit Spielstätten und Ateliers. In seine Amtszeit fiel aber auch die Generalsanierung des Stadttheaters Freiburg und die Fertigstellung des Freiburger Konzerthauses.
Er gehörte seit 1970 der SPD an. Nach langer schwerer Krankheit, die ihm ab 2004 weiteres öffentliches Wirken unmöglich machte, starb er Ende 2010 im Alter von 65 Jahren.